# Liste des députés européens de Slovaquie de la 9e législature

Cet article présente la liste des députés européens de Slovaquie élus lors des élections européennes de 2019 en Slovaquie.

## Députés européens élus en 2019
| Nom                      | Parti | Parti                                              | Groupe parlementaire européen |
| ------------------------ | ----- | -------------------------------------------------- | ----------------------------- |
| Monika Beňová            |       | SMER – social-démocratie                           | S&D                           |
| Vladimír Bilčik          |       | Ensemble-Démocratie civique                        | PPE                           |
| Miroslav Číž             |       | SMER – social-démocratie                           | S&D                           |
| Lucia Ďuriš Nicholsonová |       | Liberté et solidarité                              | CRE                           |
| Robert Hajšel            |       | Indépendant (SMER-SD)                              | S&D                           |
| Martin Hojsík            |       | Slovaquie progressiste                             | RE                            |
| Eugen Jurzyca            |       | Liberté et solidarité                              | CRE                           |
| Peter Pollák             |       | Les Gens ordinaires et personnalités indépendantes | PPE                           |
| Miroslav Radačovský      |       | Indépendant (ĽSNS)                                 | NI                            |
| Michal Šimečka           |       | Slovaquie progressiste                             | RE                            |
| Ivan Štefanec            |       | Mouvement chrétien-démocrate                       | PPE                           |
| Milan Uhrík              |       | Parti populaire « Notre Slovaquie »                | NI                            |
| Michal Wiezik            |       | Indépendant (SPOLU)                                | PPE                           |
| Miriam Lexmann           |       | Mouvement chrétien-démocrate                       | PPE                           |

## Entrants et sortants
| Entrant             | Parti                        | Groupe | En remplacement de | Date             | Motif                                 |
| ------------------- | ---------------------------- | ------ | ------------------ | ---------------- | ------------------------------------- |
| Miriam Lexmann      | Mouvement chrétien-démocrate | PPE    | Siège vacant       | 1er février 2020 | Redistribution des sièges du Brexit.  |
| Katarína Neveďalová | SMER – social-démocratie     | S&D    | Miroslav Číž       | 30 décembre 2022 | Décès                                 |
| Jozef Mihál         |                              | RE     | Michal Šimečka     | 26 octobre 2023  | Élection au Conseil national slovaque |

## Changement d'affiliation
| Membre                   | Parti        | Parti        | Groupe | Groupe  | Date            |
| Membre                   | Ancien       | Nouveau      | Ancien | Nouveau | Date            |
| ------------------------ | ------------ | ------------ | ------ | ------- | --------------- |
| Lucia Ďuriš Nicholsonová | SaS          | Indépendante | CRE    | CRE     | 15 février 2021 |
| Lucia Ďuriš Nicholsonová | Indépendante | Indépendante | CRE    | RE      | 20 mai 2021     |